# Uncas Serner
Mårten Uncas Harald Serner, född 15 mars 1931 i Halmstad i Hallands län, död 25 januari 1982 i Lidingö församling i Stockholms län, var en svensk jurist.

## Biografi
Uncas Serner var son till lektor Arvid Serner och Karin Platon samt bror till skådespelaren Håkan Serner och brorson till Gunnar Serner, mer känd som författare Frank Heller.
Efter studentexamen 1949 läste han juridik, blev juris kandidat vid Stockholms högskola 1954 och gjorde sin tingsmeritering vid Södertörns domsaga 1955–1957. Han blev biträdande jurist hos advokat S Celander i Stockholm 1957, fiskal vid Svea hovrätt 1959, byråsekreterare vid Nämnden för internationellt bistånd (NIB) 1962, kanslichef vid Sveriges yngre läkares förening (SYLF) 1963 och kommittésekreterare vid Socialdepartementet 1977. Han var engagerad i arbetet för en ny sjukvårdslag.
Han var ordförande vid SACO:s yngreråd, nuvarande Saco studentråd, och adjungerad ledamot av SACO:s styrelse 1963–1966 samt styrelseledamot vid svenska avdelningen av internationella juristkommissionen från 1964. Han var författare till bland annat Om sjukhusläkares arbete och ansvar (1966), Läkares arbete och ansvar (1968), Sjukvård för dig (1979) och Ansvaret för min sjukdom (1980).
Uncas Serner var 1961–1979 gift med tandläkaren May Hoffmann-Serner (född 1933), dotter till konditor F W Hoffmann och Margit Anderberg. De fick döttrarna Malin (född 1963) och Anna Serner (född 1964).
Uncas Serner begick självmord 1982. Han blev 50 år och ligger  begraven på Lidingö kyrkogård.